# Rotoiti (Baie de l'Abondance)
Rotoiti  est un village sur la berge du Lac Rotoiti, dans le District des lacs de Rotorua (en) dans la région de la Bay of Plenty Region de l'Île du Nord de la Nouvelle-Zélande.

## Situation
Il est localisé sur le trajet de la route State Highway 30 (en), au nord-est de la ville de Rotorua. La forêt de Rotoiti est localisée au sud du village.

## Marae
Le secteur possède 7 maraes.
- Le marae nommé Punawhakareia et la maison de rencontre est le lieu de rassemblement des Ngāti Pikiao (en), un hapū des Ngāti Te Rangiunuora (en)[1], [2].

- Ruato Marae ou Ngā Pūmanawa Marae et la maison de rencontre: Ngā Pūmanawa e Waru est le lieu de rassemblement des Ngāti Rongomai (en)[1],[2].

- Tapuaekura a Hatupatu Marae et la maison de rencontre est le lieu de rassemblement des Ngāti Rongomai (en)[1],[2].

- Le marae Tapuaeharuru et la maison de rencontre Uruika est le lieu de rassemblement des Ngāti Pikiao (en) de l’ hapū des Ngāti Kawiti (en) et des Ngāti Tamateatutahi (en)[1],[2].

- Le marae de Taurua et la maison de rencontre de Rangiunuora est un lieu de rencontre des Ngāti Pikiao (en) de l’hapū des Ngāti Te Rangiunuora (en)[1],[2].

- Le marae de Te Waiiti et la maison de rencontre de Hinekura est un lieu de rencontre des Ngāti Rongomai (en) et des Ngāti Pikiao (en) de l’hapū des Ngāti Hinekura (en)[1],[2].

- Le marae de Waikōhatu et la maison de rencontre de  Tarāwhai sont les lieux de rassemblement des Ngāti Tarāwhai (en) de l’hapū des Ngāti Rangitakaroro (en)[1],[2].

En octobre 2020, le gouvernement décida d’une somme de 4 525 104 $ provenant du fond de croissance provincial (en) pour mettre à niveau le Marae Taurua et 9 autres maraes, créant ainsi 34 emplois. 
Il accorda 2 984 246 $ pour mettre à niveau les maraes de Punawhakareia , Ruato Marae, Tapuaekura a Hatupatu Marae, Tapuaeharuru Marae, Te Waiiti Marae et Te Awhe o te Rangi Marae (en), créant 20 emplois.
A nouveau 499,993 $ furent accordés pour mettre à niveau le marae Waikōhatu, créant 25 emplois.

## Éducation
- Te Kura Kaupapa Māori o Rotoiti  est une école publique, primaire, mixte, en immersion en language Māori (en) [4] avec un effectif de 62 élèves en mars 2121 [5].